# Choroba Hirschsprunga
Choroba Hirschsprunga (łac. morbus Hirschsprung), HSCR (pochodzenie skrótowca od nazwy) – rzadkie, wrodzone schorzenie unerwienia jelita, uwarunkowane genetycznie, o wieloczynnikowym, zarówno dominującym, jak i recesywnym sposobie dziedziczenia i zmiennej ekspresji. Jego istotą jest brak śródściennych zwojów nerwowych w dystalnym odcinku jelita grubego, rzadziej odcinek bezzwojowy jest dłuższy. Objawy choroby są zmienne; w obrazie klinicznym dominują zaparcia. Choroba Hirschsprunga jest częstą przyczyną niedrożności przewodu pokarmowego u noworodków. Od przedstawienia przez Haralda Hirschsprunga pierwszego opisu choroby w 1888 roku wysunięto kilka hipotez dotyczących patogenezy choroby, a w ostatnich latach zaczęto poznawać jej złożone podłoże molekularne. Techniki operacyjne wprowadzone w połowie XX wieku są ciągle udoskonalane, co przekłada się na rosnącą przeżywalność dzieci z tą chorobą i poprawienie jakości ich życia w dorosłości.

## Historia
Klasyczny opis choroby jest autorstwa duńskiego pediatry Haralda Hirschsprunga, który opisał ją w 1888 roku u dwóch niespokrewnionych chłopców zmarłych z powodu przewlekłych zaparć. Za pierwotną przyczynę choroby uznał on (błędnie) poszerzenie odcinka okrężnicy. Innymi, którzy poczynili pierwsze obserwacje nad naturą choroby, byli duński anatom i botanik Frederik Ruysch (1638–1731), rosyjski higienista Nikołaj Fiodorowicz Galant (1893-?) i włoski pediatra Giuseppe Mya (1857–1911). Opisy przypadków wrodzonego idiopatycznego poszerzenia okrężnicy znaleziono również w pośmiertnie wydanym dziele Caleba Hilliera Parry'ego (1755–1822). Faktyczną etiologię wady wyjaśniły prace Zuelzera i Wilsona, Whitehouse’a i Kernohana oraz Orvara Swensona i wsp.. Już w 1906 roku pojawiły się sugestie dotyczące genetycznego podłoża choroby. W 1948 roku pierwszą chirurgiczną technikę leczenia choroby zaproponowali Swenson i Bill; w 1956 roku Bernard Duhamel wprowadził swoją metodę, a pierwsze operacje sposobem Rehbeina zostały opisane w 1959 roku. Technikę Soave wprowadzono w 1963 roku. Meier-Ruge i wsp. w 1972 roku zaproponowali łatwą i czułą metodę diagnostyczną polegającą na barwieniu bioptatów jelita na obecność acetylocholinoesterazy, która zmodyfikowana stosowana jest do dziś. W 1973 roku Bolande wprowadził termin neurokristopatii na określenie grupy chorób spowodowanych zaburzeniem migracji neuroblastów z grzebieni nerwowych, do której to grupy należy choroba Hirschsprunga. Przeżywanie pacjentów z tą chorobą pozwoliło dowieść rodzinnego występowania choroby w latach 60. Ostatnie lata przyniosły szereg odkryć dotyczących genetycznego podłoża i patogenezy choroby, a także udoskonalenie technik jej diagnostyki i leczenia.

## Etiologia
W chorobie Hirschsprunga stwierdza się brak komórek zwojowych w obrębie zwojów śródmięśniowych (Auerbacha) i podśluzówkowych (Meissnera), oraz neuronów pośredniczących w odcinku dalszej części jelita grubego. Według jednej hipotezy, przyczyną tego stanu jest zaburzenie migracji neuroblastów z grzebienia nerwowego pierwotnej cewy nerwowej, które normalnie wywędrowują z okolicy gardłowej pierwotnej cewy w kierunku doogonowym we wczesnych etapach rozwoju zarodkowego, by osiągnąć dystalny odcinek odbytnicy około 12. tygodnia życia płodowego.
Inna hipoteza głosi, że neuroblasty osiągają odcinek jelita, ale nieprawidłowo się różnicują na skutek zmian mikrośrodowiska przestrzeni pozakomórkowej. Postulowano również autoimmunologiczny mechanizm zniszczenia komórek zwojowych w okresie płodowym, czego potwierdzeniem miałby być podwyższony poziom ekspresji antygenów zgodności tkankowej klasy II w bezzwojowym odcinku jelita.

## Patofizjologia
Nieprawidłowe unerwienie sprawia, że fala perystaltyczna nie jest przewodzona i odcinek bezzwojowy jest w stanie permanentnego skurczu. Jest to przyczyną niedrożności, objawiającej się klinicznie. Przypuszczalną przyczyną spastyczności odcinka bezzwojowego jest hiperplazja włókien cholinergicznych i adrenergicznych w ścianie jelita, powodująca lokalne zwiększenie aktywności acetylocholinoesterazy; być może odpowiada za nią brak lub zmniejszony poziom białek syntaksyn i synaptogamin produkowanych przez neurony i wpływających na neurotransmisję, albo zmniejszony poziom neuroprzekaźników, przede wszystkim VIP, substancji P, enkefalin i tlenku azotu.

## Patogeneza i genetyka molekularna
Do tej pory zidentyfikowano co najmniej osiem genów zaangażowanych w patogenezę choroby Hirschsprunga u ludzi. Są to protoonkogen RET, gen glejopochodnego czynnika wzrostu nerwów (GDNF), gen neurturyny (NTN), gen receptora endoteliny B (EDNRB), gen endoteliny 3 (EDN3), gen konwertazy endoteliny 1 (ECE1), geny SOX10 i SIP1.
| Gen   | OMIM        | Locus   | Typ dziedziczenia | Fenotyp u mutantów                          | Częstość mutacji u heterozygot   | Gen mysi | Naturalne mutanty | Efekt knock-outu                                                       |
| ----- | ----------- | ------- | ----------------- | ------------------------------------------- | -------------------------------- | -------- | ----------------- | ---------------------------------------------------------------------- |
| RET   | OMIM*164761 | 10q11.2 | AD                | HSCR                                        | 50% rodzinnych 15% sporadycznych | Ret      | —                 | Megacolon długiego odcinka, agenezja nerki                             |
| GDNF  | OMIM*600837 | 5p13    | AD                | HSCR                                        | 5 przypadków                     | Gdnf     | —                 | Megacolon długiego odcinka, agenezja nerki                             |
| NTN   | OMIM*602018 | 19p13   | AD                | HSCR                                        | 1 przypadek                      | Ntn      | —                 |                                                                        |
| SOX10 | OMIM*602229 | 22q13   | AD                | WS4                                         | —                                | Sox10    | dom (AD)          | Megacolon długiego odcinka, cętkowana sierść                           |
| EDNRB | OMIM*131244 | 13q22   | AR/ AD            | WS4/ HSCR                                   | 5%                               | Ednrb    | s’(AR)            | Megacolon krótkiego odcinka, cętkowana sierść                          |
| EDN3  | OMIM*131242 | 20q13   | AR/ AD            | WS4/ HSCR                                   | <5%                              | Edn3     | ls (AR)           | Megacolon krótkiego odcinka, cętkowana sierść                          |
| ECE1  | OMIM*600423 | 1p36    | AD                | HSCR                                        | 1 przypadek                      | Ece1     | —                 | Megacolon krótkiego odcinka, cętkowana sierść, wady czaszkowo-twarzowe |
| SIP1  | OMIM*605802 | 2q22    | Sporadyczne       | HSCR, opóźnienie umysłowe, dysmorfia twarzy | 6 przypadków                     | Sip1     | —                 | —                                                                      |

## Dziedziczenie wielogenowe
Uważa się obecnie, że schorzenie jest genetycznie heterogenne, a za ujawnienie się kliniczne HSCR może odpowiadać mutacja w tylko jednym z genów: RET, EDBRB, EDN3, ECE1 i SIP1. Wydaje się jednak, że kluczową rolę w izolowanej chorobie Hirschsprunga odgrywa gen RET w locus 10q11.2, a liczne inne geny mogą modyfikować jego ekspresję. Bodźcem do badań sprzężenia choroby z tym locus były obserwacje przypadków całkowitej aganglionozy okrężnicy u pacjentów z delecją interstycjalną prążka 10q11.2. Związek choroby z locus 21q22 został zaproponowany, gdy zaobserwowano wysoką częstość choroby u pacjentów z zespołem Downa; sugerowano, że nadekspresja genów tego locus odpowiada za patogenezę choroby. Mutacje w innych loci znaleziono do tej pory jedynie u trzech pacjentów z zespołem Downa (loci genów RET, EDNRB i GDNF). Obserwacje nad nieprzypadkowymi asocjacjami między klinicznym obrazem choroby, genem RET i locus 21q22 w populacji Menonitów wzmacniają raczej hipotezę o wielogenowym dziedziczeniu choroby i kumulatywnym efekcie licznych mutacji. Analiza sprzężeń u 12 rodzin z chorobą Hirschsprunga, z których w każdej przynajmniej trzech członków rodziny było dotkniętych przez chorobę, wykazała sprzężenie z locus genu RET u wszystkich rodzin poza jedną. Badania molekularne ujawniły obecność mutacji nonsens lub missens w wysoce konserwatywnej części genu u sześciu rodzin, mutacje miejsca splicingowego u dwóch, i warianty sekwencji niekodujących u trzech rodzin. Sprzężenie z nowym locus 9q31 wykazano tylko u rodzin bez mutacji genu RET albo z mutacjami hipomorficznymi. Wydaje się więc, że ciężkie mutacje RET mogą prowadzić do ekspresji choroby w mechanizmie haploinsuficjencji genu, podczas gdy hipomorficzne mutacje RET wymagają udziału innych genów, by ujawnić się klinicznie.
W innym badaniu przebadano 49 rodzin, w których probant miał postać S-HSCR choroby. Wykazano, że jedynie trzy loci były jednocześnie potrzebne i niezbędne do określenia częstości i ryzyka choroby u potomstwa probantów: 3p21, 10q11, i 19q12. Dowiedziono również, że najlepszym modelem choroby jest heterozygotyczność w obrębie wszystkich trzech loci. Analiza markerów genetycznych wykazała, że zdecydowana większość wad była zapoczątkowaną mutacją w locus RET, przy czym 78% alleli RET było pochodzenia matczynego, co wyjaśniałoby statystyczne różnice w płci dotkniętych chorobą dzieci probantów. Potwierdzono też sprzężenie choroby z locus 9q31 u tych pacjentów, u których nie wykazano mutacji w genie RET lub też stwierdzona mutacja miała hipomorficzny charakter.

## Epidemiologia
Częstość choroby szacuje się na około 1:5.000 żywych urodzeń. Wydaje się, że różni się ona w różnych grupach etnicznych: najwyższa jest u Azjatów (2,8:10.000), mniejsza u Afroamerykanów (2,1:10.000 i najniższa u białych (1,5:10.000). Choroba występuje częściej u płci męskiej, stosunek chorych chłopców do dziewczynek wynosi około 4:1. Stosunek ten jest zdecydowanie wyższy wśród przypadków S-HSCR.
Choroba Hirschsprunga występuje rodzinnie w około 3,6-7,8% przypadków. Określenie sposobu dziedziczenia stało się możliwe stosunkowo niedawno, w związku z postępem w leczeniu chirurgicznym wady i zwiększeniem przeżywalności pacjentów, z których większość osiąga wiek rozrodczy. Pierwsze obserwacje sugerowały autosomalnie dominujący sposób dziedziczenia z niepełną penetracją dla aganglionozy długoodcinkowej i autosomalny recesywny z niską penetracją dla postaci krótkoodcinkowej.
| Kryterium                | L-HSCR         | S-HSCR                 |
| ------------------------ | -------------- | ---------------------- |
| Płeć (M:K)               | 1,75:1         | 5,5:1                  |
| Częstość                 | 19%            | 81%                    |
| Dziedziczenie            | Dominujące     | Złożone albo recesywne |
| Penetracja (M:K)         | 52%:40%        | 17%:4%                 |
| Ryzyko u potomstwa (M:K) | 17%:13% 33%:9% | 5%:1% 5%:3%            |

## Wady towarzyszące
W około 30% przypadków choroba Hirschsprunga występuje jako składowa zespołów wad wrodzonych, w 70% jest wadą izolowaną. Inne wady wrodzone spotyka się w 18% przypadków choroby Hirschsprunga. Najczęściej zespoły wad, w których obrazie klinicznym stwierdza się chorobę Hirschsprunga, są spowodowane aberracjami chromosomalnymi; nieprawidłowy kariotyp stwierdza się u 12% pacjentów, a najczęstszą przyczyną jest trisomia 21 (zespół Downa). Zespół Downa jest rozpoznawany u 2 do 10% pacjentów z potwierdzoną chorobą Hirschsprunga. Dla przypadków występujących z trisomią 21 charakterystyczna jest znacznie wyższa prewalencja choroby u mężczyzn (M:K 5,5-10,5) i przewaga postaci z krótkim segmentem (S-HSCR). Pozostałe zespoły wad są albo dziedziczonymi jednogenowo chorobami albo zespołami o nieustalonej dotąd etiologii; choroba Hirschsprunga występuje w ich obrazie klinicznym z różną częstością. Większość wad towarzyszących występuje w przypadkach rodzinnych choroby Hirschsprunga niż w postaci izolowanej (39% vs 21%), co sugeruje udział zespołów o dziedziczeniu mendlowskim.
Zespoły wad w których obrazie klinicznym może występować choroba Hirschsprunga (według Scrivera)
1. Aberracje chromosomowe
  - Trisomia 21[12][22][24][25][26][27]
  - Zespół delecji 10q11[17][29]
  - Zespół delecji 13q22[30][31][32]
  - Zespół delecji 2q22-q23 ([33][34][35][36]
  - Zespół delecji 17q21
  - Zespół duplikacji 17q21-q23
  - Zespół kociego oka
  - Zespół DiGeorge’a
  - Zespół mozaikowatości trisomii 8
  - Zespół Klinefeltera
  - Zespół częściowej duplikacji 2q
  - Zespół tetrasomii 9p
  - Zespół delecji 20p
2. Plejotropowe zespoły neurokristopatii
  - Zespół Shaha-Waardenburga (OMIM#277580)
  - Zespół głuchoty, ślepoty i hipopigmentacji Jemenitów (OMIM#601706)
  - Zespół BADS (OMIM 227010)[37]
  - Piebaldyzm (OMIM#172800)
  - Zespół wrodzonej ośrodkowej hipowentylacji z chorobą Hirschsprunga (zespół Haddada, OMIM#209880)[21][38][39][40][41]
  - Zespół gruczolakowatości wewnątrzwydzielniczej 2A (OMIM#171400)[42][43][44][45][46][47][48][49]
  - Zespół Rileya i Daya (zespół rodzinnej dysautonomii, OMIM#223900)
3. Zespoły z chorobą Hirschsprunga występującą obowiązkowo
  - Zespół Mowata-Wilsona (OMIM#235730)
  - Zespół Goldberga-Shprintzena (OMIM#609460)[50]
  - Choroba Hirschsprunga z polidaktylią, jednostronną agenezją nerki, hiperteloryzmem i wrodzoną głuchotą (OMIM 235740)[51]
  - Choroba Hirschsprunga z hipoplazją dystalnych paliczków i paznokci, oraz łagodnymi cechami dysmorficznymi (OMIM 235760)[52]
  - Choroba Hirschsprunga z polidaktylią pozaosiową i wadami przegrody międzykomorowej (OMIM 235750)[53]
  - Choroba Hirschsprunga z polidaktylią przedosiową, wadami serca i anomaliami krtani (OMIM 604211)[54]
  - Choroba Hirschsprunga z brachydaktylią typu D (OMIM 306980)[55]
  - Choroba Hirschsprunga z brachydaktylią, makrocefalią i wadami kręgów
  - Zespół BRESHEK (anomalie mózgu, opóźnienie umysłowe, dysplazja ektodermalna, malformacje kośćca, choroba Hirschsprunga, anomalie uszu/oczu i dysplazja nerek) (OMIM 300404)[56][57]
  - Dysplazja mezomeliczna typu Wernera[58]
4. Zespoły z chorobą Hirschsprunga spotykaną okazjonalnie
  - Zespół Bardeta-Biedla (OMIM#209900)[59][60]
  - Zespół McKusicka-Kaufmana (OMIM#236700)[61]
  - Zespół Smitha-Lemliego-Opitza (OMIM#270400)[62]
  - Dysplazja przynasadowa McKusicka (OMIM#250250)[63]
5. Zespoły wad, w których obrazie klinicznym choroba Hirschsprunga występuje rzadko
  - Zespół wrodzonej dystrofii mięśniowej Fukuyamy (OMIM#253800)[64][65]
  - Zespół Claytona-Smitha (OMIM 258840)[66]
  - Zespół Kaplana (OMIM 304100)[67]
  - Zespół Okamoto (OMIM*308840)[68]
6. Inne zespoły wad, z pojedynczymi przypadkami choroby Hirschsprunga
  - Zespół Pallistera-Hall (OMIM#146510)[69]
  - Zespół Frynsa (OMIM%229850)
  - Zespół Aarskoga (OMIM 100050)
  - Zespół Jeunego (OMIM%208500)
  - Dysplazja czołowo-nosowa (OMIM 136760)
  - Osteopetroza[70]
  - Zespół Goldenhara (OMIM%164210)
  - Zespół Lescha-Nyhana (OMIM*308000)
  - Zespół Rubinsteina-Taybiego (OMIM#180849)[71]
  - Zespół Toriello-Careya (OMIM%217980)
  - SEMDJL (dysplazja trzonowo-przynasadowa z wiotkością stawów, OMIM%271640)
  - Zespoły przetrwałych przewodów Müllera
  - Asplenia z wadami układu krwionośnego

## Izolowane wady u pacjentów z chorobą Hirschsprunga
Wady spotykane u pacjentów z chorobą Hirschsprunga nie mają stałego wzoru występowania i dotyczą różnych układów: nerwowego, moczowo-płciowego, krwionośnego i innych. Ich częstość szacowana była w szerokich granicach od 5 do 30%. Do wad występujących u pacjentów z chorobą Hirschsprunga częściej niż w ogóle populacji należą:
- wady serca (głównie ubytki przegrody międzyprzedsionkowej lub międzykomorowej) – około 5% (z wyłączeniem pacjentów z trisomią 21)
- dysplazja lub agenezja nerki (4,4%)
- rozszczepienie podniebienia
- polidaktylia
- wady układu moczowo-płciowego, w tym spodziectwo – 2-3%
- malformacje przewodu pokarmowego (uchyłek Meckela, przerostowe zwężenie odźwiernika, pępowina dwunaczyniowa, przepuklina pachwinowa, atrezja jelita cienkiego)[72][73][74]
- cechy dysmorficzne twarzy (bardzo częste[13]), wady czaszki.

Opisywano też pojedyncze przypadki skojarzonych malformacji ośrodkowego układu nerwowego takich jak przepuklina oponowo-rdzeniowa.
Odnotowano rzadkie przypadki współwystępowania u pacjentów z chorobą Hirschsprunga guzów nowotworowych wywodzących się z grzebieni nerwowych typu neuroblastoma i ganglioneuroblastoma; inne neurokristopatie które stwierdzano u pacjentów z chorobą Hirschsprunga to pheochromocytoma i rak rdzeniasty tarczycy (u pacjentów z MEN2A).

## Klasyfikacja
Kryterium podziału choroby Hirschsprunga jest długość odcinka bezzwojowego jelita. Wyróżnia się:
1. postać klasyczną (krótkoodcinkową), choroba Hirschsprunga z krótkim segmentem bezzwojowym (S-HSCR) short segment HSCR
2. postać długoodcinkową, choroba Hirschsprunga z długim segmentem bezzwojowym (L-HSCR), long segment HSCR
3. postać subtotalną (odcinek bezzwojowy sięga do połowy poprzecznicy)
4. całkowitą bezzwojowość jelita grubego (TCA, total colonic aganglionosis, zespół Zuelzera i Wilsona, Zuelzer-Wilson syndrome)[79][80][81]
5. całkowitą bezzwojowość jelit (total intestinal aganglionosis) (bardzo rzadka)[79]
6. postać ultrakrótką (bezzwojowy jest krótki odcinek w obrębie kanału odbytu powyżej linii zębatej) (ultra sort segment HSCR)[82]
7. achalazję zwieracza wewnętrznego odbytu
8. „zawieszoną” chorobę Hirschsprunga (ang. suspended HSCR, kategoria kontrowersyjna[13]).

Stosunkowo niedawno wyodrębniono grupę chorób określanych jako jelitowe dysplazje neuronalne (IND). Przyjęto, że choroba Hirschsprunga stanowi jedną z form nieprawidłowego unerwienia jelit, mogącą występować obok innych chorób z tej grupy lub osobno; na tej podstawie przedstawiono złożony podział uwzględniający różne postacie choroby:
1. Aganglionozy
  - choroba Hirschsprunga, postać izolowana
  - choroba Hirschsprunga z jelitowa dysplazją neuronalną typu B (IND B)
  - całkowita bezzwojowość okrężnicy (TCA)
  - ultrakrótka postać choroby Hirschsprunga
  - neurogenna achalazja zwieracza wewnętrznego odbytu
2. Hipoganglionozy
3. Dysganglionozy
  - jelitowa dysplazja neuronalna typu A (IND A)
  - jelitowa dysplazja neuronalna typu B (IND B)

## Objawy i przebieg
W 80-90% przypadków choroba manifestuje się klinicznie w okresie noworodkowym. Dominującym objawem są zaparcia; typowo w pierwszych dniach po porodzie stwierdza się opóźnione (ponad 48 h od porodu) oddanie smółki, narastające wzdęcie brzucha i wymioty treścią jelitową i żółciową. Z czasem rozwija się zapalenie jelit. Przebieg jest różnorodny i nie zawsze charakterystyczny. Z jednej strony całkowita niedrożność może wystąpić już w pierwszej dobie życia, a z drugiej strony epizody niedrożności, przewlekłe wzdęcia, wymioty i niechęć do ssania mogą prowadzić do rozpoznania dopiero później, w okresie niemowlęcym. W okresie noworodkowym występują naprzemienne epizody zaparć i biegunek; biegunki są wyrazem zapalenia jelita, będącego główną przyczyną zgonu pacjentów z chorobą Hirschsprunga. Rzadko choroba prezentuje się w nietypowy sposób, jako idiopatyczna perforacja kątnicy lub wyrostka robaczkowego.
Badanie przedmiotowe dziecka z chorobą Hirschsprunga ujawnia wzdęcie brzucha z opukowymi objawami bębnicy. W badaniu per rectum lekarz stwierdza pustą, sprawiającą wrażenie wąskiej bańkę odbytnicy i wzmożone napięcie zwieracza odbytu. Często zdarza się, że badanie per rectum pobudza do gwałtownego wypróżnienia z oddaniem dużej ilości gazów i stolca.

## Rozpoznanie

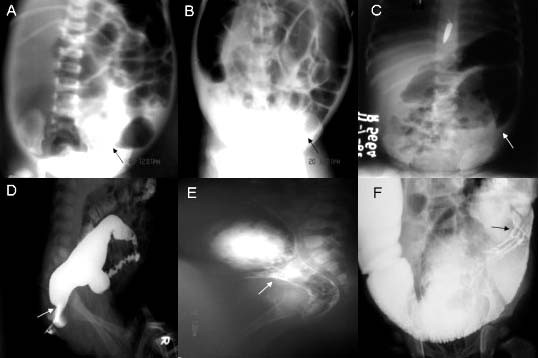
Radiogramy jelita grubego po podaniu kontrastu wykazujące miejsce przejścia (plain abdominal radiograph transition zone, PARTZ) odcinka prawidłowo unerwionego w pozbawiony zwojów nerwowych. A. PARTZ na granicy esicy i odbytnicy B. PARTZ w środkowym odcinku esicy C. PARTZ w okrężnicy zstępującej D. Wlew kontrastowy wykazujący miejsce przejścia (contrast enema transition zone, CETZ) na granicy esicy i odbytnicy E. Wlew kontrastowy wykazujący CETZ w środkowym odcinku esicy F. Wlew kontrastowy wykazujący CETZ w okrężnicy zstępującej. Strzałki wskazują odpowiednie miejsca CETZ i PARTZ

Rozpoznanie choroby opiera się na:
- obrazie klinicznym
- badaniu przedmiotowym
- badaniach radiologicznych
- manometrii odbytu
- badaniu histopatologicznym.

### Badanie radiologiczne

#### Przeglądowe zdjęcie rtg w pozycji wiszącej
Na zdjęciu stwierdza się charakterystyczny obraz rozdętych pętli jelitowych z poziomami płynu, typowy dla niskiej niedrożności przewodu pokarmowego. Niestale obserwuje się niewielka ilość gazu w bezzwojowym odcinku jelita. W przypadku perforacji obecne jest powietrze pod kopułą przepony.

#### Kontrastujący wlew doodbytniczy
Wlew stosuje się na nieczyszczone jelito; wcześniejsza lewatywa albo badanie per rectum utrudnia interpretację wyniku. Typowo środek kontrastowy uwidacznia wąski segment bezzwojowy i proksymalnie do niego poszerzony odcinek prawidłowy. Przeciwwskazaniem do tego badania jest obecność objawów stanu zapalnego jelita cienkiego i grubego.

### Manometria odbytu
Badanie wykonuje się po ukończeniu 12 dni życia, ponieważ do tego czasu odruch relaksacyjny zwieracza zewnętrznego może być niewykształcony. Brak zwiotczenia zwieracza lub paradoksalny wzrost napięcia w odpowiedzi na wzrost ciśnienia w bańce odbytnicy wskazuje na rozpoznanie choroby Hirschsprunga.

### Badanie histopatologiczne

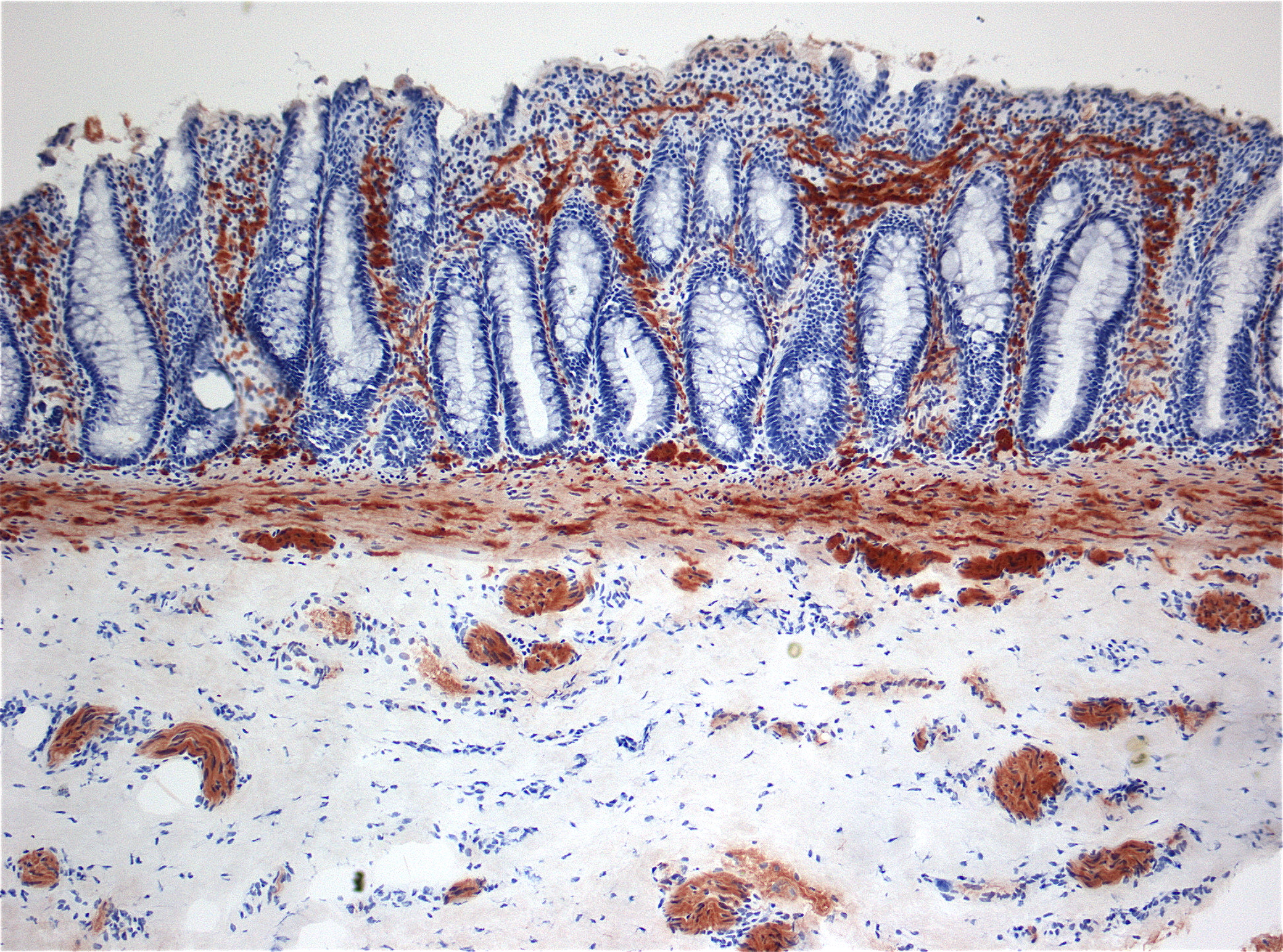
Obraz histopatologiczny choroby Hirschsprunga – ACHE-dodatnie włókna w lamina propria mucosae

Podstawą rozpoznania choroby jest wykazanie braku komórek śródściennych w ścianie jelita i obecność pogrubiałych włókien nerwowych. Najczęściej do pobrania bioptatu stosuje się biopsję aspiracyjną. Zabieg nie wymaga znieczulenia ogólnego i jest stosunkowo bezpieczny; rzadkimi powikłaniami są krwotok i perforacja. Klasycznie materiał histologiczny barwiono hematoksyliną i eozyną, ale badanie histochemiczne wykazujące zwiększenie aktywności acetylocholinoesterazy okazało się być patognomoniczne dla choroby Hirschsprunga, stąd jest obecnie złotym standardem w diagnostyce choroby.
Biopsją pobierane są fragmenty błony śluzowej odbytnicy wraz z podśluzówką w odległości 2, 3 i 4 lub 5 cm od linii zębatej. W przypadkach gdy wątpliwości budzi długość odcinka bezzwojowego, materiał do badania pobiera się laparoskopowo przy pomocy biopsji nadśluzówkowej. Fragmenty śluzówki do oceny histopatologicznej pobiera się również śródoperacyjnie.

## Różnicowanie
Diagnostyka różnicowa choroby Hirschsprunga powinna obejmować inne przyczyny zaparć u noworodków które nie oddały smółki:
- niedrożność smółkowa w przebiegu mukowiscydozy
- zespół korka smółkowego
- malformacje jelita, takie jak atrezja w dalszej części jelita cienkiego lub atrezja okrężnicy, malrotacje jelita i duplikatury
- nieprawidłowości unerwienia jelita, łączone razem w grupę zespołów przewlekłych niby-zaparć jelitowych (chronic intestinal pseudo-obstruction syndrome)
- czynnościowe zaparcia, spowodowane zakażeniem matczynym, zatruciem lub wrodzoną niedoczynnością tarczycy.

## Leczenie
Początkowe doraźne postępowanie lecznicze u pacjenta z rozpoznana chorobą Hirschsprunga ma na celu odbarczenie przewodu pokarmowego i uniknięcie powikłań. Przy pełnoobjawowej niedrożności postępowanie polega na założeniu sondy do żołądka i odessaniu zalegającej treści oraz wykonaniu oczyszczających wlewów do jelita grubego. Przy powtarzających się epizodach zaparć bez pełnoobjawowej niedrożności zaleca się powtarzanie lewatyw. Brak poprawy jest wskazaniem do leczenia operacyjnego.
Leczenie choroby Hirschsprunga polega na usunięciu bezzwojowego odcinka i wykonaniu zespolenia prawidłowo unerwionego odcinka proksymalnego do niego z pozostałym obwodowym odcinkiem odbytnicy lub odbytu. Klasycznymi metodami operacyjnymi są techniki Swensona, Duhamela, Soavego i Rehbeina, stosowane także w licznych modyfikacjach.
Do niedawna obowiązywał złoty standard leczenia, polegający na trzyetapowym działaniu: założeniu przetoki jelitowej, resekcji odcinka bezzwojowego i zamknięciu przetoki. Aktualnie preferuje się postępowanie jednoetapowe. Czasową odbarczającą przetokę jelitową stosuje się obecnie przede wszystkim w powikłanych przypadkach choroby. Przetoka zakładana jest na esicy, kilka centymetrów powyżej miejsca przeszkody, albo na prawej części poprzecznicy w przypadkach zajęcia odbytnicy i okrężnicy esowatej; w przypadkach z zajęciem całej okrężnicy przetoka zakładana jest na jelicie krętym.

### Operacja sposobem Swensona
Technika polega na resekcji odcinka bezzwojowego przez wypreparowanie odbytnicy wzdłuż jej ściany od wysokości płaszczyzny miednicy mniejszej do wysokości zwieraczy. W drugim etapie operacji mobilizuje się prawidłowo unerwiony odcinek jelita grubego; w badaniu śródoperacyjnym ocenia się obecność prawidłowych zwojów nerwowych w jego ścianie. W kolejnym etapie chirurg wynicowuje odbytnicę przez kanał odbytniczy na zewnątrz i przecina jej przednią ścianę powyżej linii zębatej. Przez wykonaną linię cięcia na krocze chirurg sprowadza prawidłowo unerwiony odcinek jelita i wykonuje zespolenie „koniec do końca” pojedynczymi szwami. Odprowadzenie wykonanego zespolenia do środka kończy operację.

### Operacja sposobem Duhamela (przezodbytnicze zespolenie zaodbytnicze, recto-anal and transanal pull-through)
Ideą metody jest pozostawienie odcinka zaotrzewnowego odbytnicy, co pozwala na zachowanie jej funkcji. Prawidłowy czynnościowo odcinek jelita grubego sprowadzany jest na okolice krocza z tyłu za odbytnicą przez zwieracz zewnętrzny odbytu. Następnie resekowany jest odcinek bezzwojowy jelita. Kolejnym etapem operacji jest poprzeczne przecięcie odbytnicy na wysokości załamka otrzewnej i wypreparowanie wzdłuż jej tylnej ściany kanału, schodzącego do wysokości kanału odbytniczego. Następnie chirurg wykonuje od strony krocza cięcie poprzeczne tylnej ściany odbytnicy (około 1 cm powyżej linii zębatej) i sprowadza przez utworzony otwór zdrowe jelito. W kolejnym etapie koniec jelita jest zespalany do boku odbytnicy, a ściany przylegających do siebie obu odcinków jelit są zespalane i rozcinane. Powstały końcowy odcinek jelita („neorectum”) składa się z przodu z bezzwojowego odcinka odbytnicy, a z tyłu z prawidłowo unerwionego jelita. W klasycznej metodzie Duhamela do zespolenia używano długich klemów miażdżących, obecnie stosuje się staplery.

### Operacja Duhamela w modyfikacji Martina
Zasadniczą modyfikacją w tej technice jest zespalanie na długim odcinku jelita bezzwojowego z jelitem o prawidłowym unerwieniu.

### Operacja sposobem Soavego
Technika Soavego polega na przeprowadzeniu przez światło bezzwojowego odcinka odbytnicy zdrowego jelita i ominięcie w ten sposób przeszkody, jaką jest nieczynny funkcjonalnie odcinek jelita. Ponadto usuwa się błonę śluzową bezzwojowego odcinka okrężnicy esowatej i esicy, tworząc mięśniowy „mankiet”. Chirurg przeprowadza następnie zdrowe jelito przez utworzony mankiet i wykonuje zespolenie na wysokości 0,5–1 cm powyżej linii grzebieniastej. Wykonywana często w modyfikacji Marksa.

### Operacja sposobem Soavego w modyfikacji Boleya
W modyfikacji Boleya operacja jest przeprowadzana jednoetapowo, ponieważ zespolenie wykonywane jest bezpośrednio między sprowadzonym odcinkiem jelita a mankietem mięśniowym na wysokości kanału odbytu.

### Operacja sposobem Rehbeina (przednia głęboka resekcja jelita grubego)
Technika operacyjna Rehbeina polega na usunięciu bezzwojowego odcinka jelita z dostępu brzusznego z pozostawieniem jego krótkiego (4–5 cm) fragmentu w przestrzeni zaotrzewnowej. Zespolenie wykonuje się od strony jamy brzusznej, ręcznie lub przy użyciu staplera.

### Usunięcie odcinka bezzwojowego z dostępu przezodbytniczego (TAPT, entirely transanal endorectal pull through)
Technika ta wykorzystuje ideę metody Soavego i znajduje zastosowanie w leczeniu choroby Hirschsprunga obejmującej odbytnicę i esicę. Całość zabiegu wykonywana jest z dostępu przez kanał odbytu. Od strony odbytu około 0,5 cm powyżej linii zębatej chirurg przecina i wypreparowuje błonę śluzową odbytnicy, by następnie na wysokości około 8 cm przeciąć ścianę jelita otwierając je do jamy otrzewnej. Przecięcie naczyń odbytniczych umożliwia dalszą mobilizację esicy, do wysokości prawidłowo unerwionego odcinka. Zdrowy odcinek sprowadza się na krocze po podłużnym rozcięciu tylnej ściany mankietu mięśniowego, a następnie zespala ręcznie pojedynczymi szwami z błoną śluzową kanału odbytniczego. Zabieg może być wspomagany laparoskopowo.

### Techniki wspomagane laparoskopowo
Przedstawiono modyfikacje technik operacyjnych z wykorzystaniem metod laparoskopowych: zabiegu sposobem Soavego (Georgeson i wsp., 1999), sposobem Duhamela i sposobem Swensona.

#### Przecięcie zwieracza wewnętrznego odbytu (sphincterectomy)
Gdy bezzwojowy jest ultrakrótki segment jelita obejmujący praktycznie tylko zwieracz wewnętrzny, leczenie chirurgiczne wady polega na przecięciu podśluzówkowym zwieracza od strony kanału odbytu lub z dostępu krzyżowego.

#### Powikłania leczenia operacyjnego
Do najczęstszych powikłań zabiegów operacyjnych należą nieszczelność i zwężenie w miejscu zespolenia, oraz zakażenia. Powikłaniami technicznymi są retrakcja jelita (w metodzie Soavego) i nieszczelność zespolenia (metody Duhamela, Swensona, Rehbeina). Wczesnymi powikłaniami pooperacyjnymi mogą być atonia pęcherza moczowego i czasowe nietrzymanie moczu. Powikłaniem nieszczelności w miejscu zespolenia i zakażenia jest z reguły zwężenie. Czynniki wpływające na wystąpienie niewydolności zespolenia jelitowego to:
- napięcie w miejscu zespolenia
- niedokrwienie
- błędy techniczne przy szyciu ręcznym lub przy użyciu staplera.

## Wyniki leczenia
Wyniki leczenia przy użyciu różnych technik operacyjnych trudno porównać ze względu na problematyczność ustalenia kryteriów oceny. U około 90% pacjentów poddanych leczeniu operacyjnemu stolec będzie oddawany prawidłowo, mimo przejściowych zaburzeń defekacji w okresie dzieciństwa. Zaburzenia w oddawaniu stolca mogą mieć niekorzystny wpływ na rozwój psychofizyczny dziecka. Dominującymi problemami po zabiegach są zaparcia i nietrzymanie stolca, występujące u około 1/3 pacjentów we wczesnym okresie pooperacyjnym. Pooperacyjne występowanie enterocolitis i biegunek wydaje się być najczęstsze u pacjentów operowanych metodą Soavego, a następnie u pacjentów leczonych metodą Duhamela. U tych ostatnich stwierdza się też predyspozycję do zaparć, niecałkowitego opróżniania odbytnicy (poor emptying) i tworzenia kamieni kałowych. Późnym powikłaniem u pacjentów leczonych metodą Soavego jest prolaps śluzówki odbytnicy. W metodzie Rehbeina najczęstszym powikłaniem są przewlekłe zaparcia (22,8%). Nie oszacowano do tej pory skali problemu jakim jest dysfunkcja seksualna. Wśród zalet metody Soavego wymienia się niskie ryzyko uszkodzenia unerwienia miednicy mniejszej, co mogłoby teoretycznie skutkować nieotrzymaniem moczu, kału i dysfunkcją seksualną. Cześć autorów uważa te obawy za bezpodstawne.
Konieczność całkowitej reoperacji nie jest rzadka.
Śmiertelność pooperacyjna od lat 80. utrzymuje się na poziomie poniżej 6% i jest związana zarówno z powikłaniami wczesnymi jak i z towarzyszącymi wadami. Według niektórych prac śmiertelność pooperacyjna w zabiegach sposobem Swensona wynosiła 2,5%, a nawet 1,25%. W grupie pacjentów leczonych na przestrzeni dwudziestu lat sposobem Soavego śmiertelność wynosiła 4,5%, a w grupie 260 pacjentów leczonych sposobem Duhamela 6,2%. Wciąż jednak za ryzykowne uważa się leczenie całkowitej aganglionozy jelita (TCA). Śmiertelność w TCA oszacowana na małych grupach leczonych chirurgicznie pacjentów wynosiła 13–23,5%.

## Poradnictwo genetyczne
Po rozpoznaniu choroby Hirschsprunga u dziecka zaleca się konsultację z doświadczonym genetykiem klinicznym, co w części przypadków pozwala na rozpoznanie określonego zespołu wad i ukierunkowuje diagnostykę w poszukiwaniu innych, spodziewanych w tym zespole wad, pozwala też na określenie sposobu dziedziczenia i udzielenie określonej porady genetycznej. Konsultacja genetyczna u rodziców dzieci z izolowaną chorobą Hirschsprunga powinna zwrócić uwagę pacjentów i ich rodzin na czynniki wpływające na ryzyko ponownego wystąpienia choroby w rodzinie. Testy genetyczne pozwalające na określenie defektu molekularnego są dostępne, ale jak dotąd mają ograniczone zastosowanie; korelacja genotyp-fenotyp jest bowiem zbyt słaba, a korzyści z badania mutacji wydają się być niskie, z wyjątkiem mutacji w eksonach 10 i 11 genu RET, odpowiedzialnych za predyspozycję do nowotworów w zespole gruczolakowatości wewnątrzwydzielniczej typu 2A. Mimo to, określenie mutacji w genie RET nie jest rutynowym działaniem. Ogólne ryzyko wystąpienia choroby u potomstwa probanta ocenia się na 4% (ryzyko względne = 200). W izolowanej chorobie Hirschsprunga dokładne ryzyko zachorowania u dzieci zależy od płci probanta i dziecka oraz od długości bezzwojowego odcinka; wynosi od 1 do 33%. Paradoks Cartera sprawia, że najwyższe ryzyko choroby dotyczy syna probanta płci żeńskiej z postacią choroby L-HSCR.